# Tabriz Shahrdari Team/Saison 2015
Dieser Artikel listet Erfolge und Fahrer des Radsportteams Tabriz Shahrdari Team in der Saison 2015 auf.

## Erfolge in der UCI Asia Tour
| Datum   | Rennen                 | Kat. | Fahrer           |
| ------- | ---------------------- | ---- | ---------------- |
| 29. Mai | 2. Etappe Tour of Iran | 2.1  | Saeid Safarzadeh |

## Abgänge – Zugänge
| Zugänge            | Team 2014                | Abgänge                                | Team 2015              |
| ------------------ | ------------------------ | -------------------------------------- | ---------------------- |
| Maik Robert Cioni  |                          | Hamed Jannat                           | Sepahan Pro Team       |
| Mohammad Miri      |                          | Parviz Mardani                         | Unbekannt              |
| Ali Ashkbous       | Ayandeh Continental Team | Hossein Alīzādeh (bis 16. Juni)        | RTS-Santic Racing Team |
| Mohammad Mostafavi |                          | Behnam Ariyan (bis 30. September)      | Pishgaman Giant Team   |
|                    |                          | Hamed Pasebankhajeh (bis 1. September) | Unbekannt              |

## Mannschaft
| Name                        | Geburtstag         | Nationalität |
| --------------------------- | ------------------ | ------------ |
| Hossein Alīzādeh            | 24. Januar 1988    | Iran         |
| Behnam Ariyan               | 11. April 1990     | Iran         |
| Alireza Asgharzadeh         | 12. April 1986     | Iran         |
| Ali Ashkbous                | 4. Mai 1991        | Iran         |
| Maik Robert Cioni           | 17. Oktober 1979   | Italien      |
| Mohammadreza Eimanigoloujeh | 15. Juni 1993      | Iran         |
| Hossein Jahabanian          | 2. April 1976      | Iran         |
| Khalil Khorshid             | 10. Juni 1988      | Iran         |
| Mohammad Miri               | 14. Juli 1987      | Iran         |
| Mohammad Mostafavi          | ???                | Iran         |
| Hamed Pasebankhajeh         | 23. September 1988 | Iran         |
| Hamid Pourhashemi           | 3. Juni 1990       | Iran         |
| Saeid Safarzadeh            | 21. September 1985 | Iran         |